# Carlo Carcano
Pour les articles homonymes, voir Carcano.
Carlo Carcano (né le 26 février 1891 à Masnago en Lombardie et mort le 23 juin 1965 à Sanremo en Ligurie) est un footballeur international italien qui évoluait en tant que milieu de terrain défensif, avant d'ensuite devenir entraîneur.

## Biographie

### Joueur
En tant que milieu de terrain, Carlo Carcano fut international italien à 5 reprises (1915-1921) pour un but. Sa première sélection fut honorée à Turin, le 31 janvier 1915, contre la Suisse, qui se solda par une victoire italienne (3-1). Son seul but en sélection fut marqué contre la France, le 18 janvier 1920 (9-4).
Il joua toute sa carrière à Alessandria Calcio de 1914 à 1925 mais il ne remporta aucun trophée.

### Entraîneur
Après sa retraite de joueur, Carcano entame une carrière d'entraîneur (avec de nombreux clubs italiens comme le FBC Internaples, l'Alexandrie US, la Juventus, l'Inter Milan ou encore l'Atalanta Bergame) et fut sélectionneur de l'Italie de 1928 à 1929 (soit 6 matchs (3V, 1N, 2D)). 
Mais il reste surtout célèbre pour sa période de quatre années passées avec le club piémontais de la Juve, où il arrive en 1930 un an après l'instauration de la Serie A (il devient alors le 4e entraîneur de l'histoire du club, et le premier italien). Il dirige son premier match sur le banc bianconero le 28 septembre 1930 lors d'un succès 4-1 sur Pro Patria en Serie A.
Il connaît avec la Juventus sa première période de gloire en devenant le premier entraîneur italien de l'histoire à remporter quatre fois de suite le scudetto (championnat italien) en 1930-31, 1931-32, 1932-33 et 1933-34.

Carcano reste à ce jour le seul entraîneur à avoir remporté quatre scudetti d'affilée dans l'histoire du football italien.
Ces victoires importantes en championnat (la période dorée du club sous sa gouverne fut appelée le  « Quinquennio d'oro, » ou  « Quinquennat d'or en français) sont principalement dus au fait du style propre de Carcano, étant l'un des précurseurs du schéma tactique dit Metodo (un 2-3-2-3 appelé également le WW), surtout utilisé à la Juventus des années 1930.

À l'hiver 1934 (le 16 décembre), il est licencié du club bianconero, à la suite de lourdes insinuations sur sa vie privée, mal tolérée dans une Italie à l'époque fasciste, et fut remplacé par les intérimaires Benè Gola et Carlo Bigatto I.
Après la Guerre, Carcano vécu à Sanremo. Il meurt en 1965 à l'âge de 74 ans.

### Carlin's Boys
A Sanremo, Carcano fonda avec d'autres passionnés l'équipe de football des Carlin's Boys.

## Clubs
| - 1912-1913 : Nazionale Lombardia - 1914-1924 : Alexandrie US - 1925-1926 : FBC Internaples |  | - 1925-1926 : FBC Internaples - 1926-1929 : Alexandrie US - 1928-1929 : Italie - 1929-1930 : Alexandrie US - 1930-1934 : FBC Juventus - 1934-1935 : Genova 1893 (entraîneur-adjoint) - 1945-1946 : Inter Milan - 1948 : Inter Milan - 1949 : Atalanta Bergame - 1949-1950 : Alexandrie US |

## Palmarès

### Entraîneur
FBC Juventus
- Championnat d'Italie (4) :
  - Champion : 1930-31, 1931-32, 1932-33 et 1933-34.